# Glenn Robert Davis
Glenn Robert Davis (Vernon, 28 de octubre de 1914 - Arlington, 21 de septiembre de 1988) fue un político y militar estadounidense. Se desempeñó como miembro de la Cámara de representantes de Estados Unidos por Wisconsin.

## Primeros años
Davis nació en una pequeña granja en una familia de escasos recursos en Vernon, Wisconsin. Se destacó académicamente a pesar de la presión de su padre para que abandonara la escuela y se dedicara a la agricultura. Se saltó varios grados y fue maestro de los niños más pequeños en su casa escolar de una sola habitación antes de graduarse tres años antes de la escuela secundaria Mukwonago en 1930 a los 15 años.
Davis asistió al Platteville State Teachers College (ahora la Universidad de Wisconsin-Platteville) con una donación de su madre (quien le había estado ocultando el dinero a su esposo para tal ocasión). Se especializó en educación y pasó a enseñar en escuelas secundarias en Cottage Grove y Waupun durante cinco años. Luego, Davis regresó a la escuela y obtuvo un título en derecho de la Universidad de Wisconsin-Madison en 1940.
Después de pasar la barra, Davis abrió un bufete de abogados en Waukesha, Wisconsin. Desde esta posición, lanzó su primera campaña para un cargo público, con una candidatura exitosa para la Asamblea del Estado de Wisconsin en 1940.

## Carrera militar
Después de un año en la legislatura, Davis renunció a su puesto para unirse a la Marina de los Estados Unidos luego del ataque japonés a Pearl Harbor. El teniente Davis se desempeñó como oficial de comunicaciones a bordo del USS Sangamon (CVE-26), un portaaviones de escolta. El barco sufrió un ataque Kamikaze los últimos días de la guerra frente a Okinawa. Aunque un tercio de la tripulación resultó herido, Davis resultó ileso.

## Carrera política
Davis reanudó la práctica de la abogacía después de ser dado de baja honorablemente de la Marina, el 12 de diciembre de 1945. También intensificó su participación en la política, sirviendo brevemente como comisionado de la corte local y asistiendo a funciones del Partido Republicano. Davis fue elegido como delegado a cada Convención Nacional Republicana desde 1952 hasta 1972.
En 1947, Davis se postuló en las elecciones especiales para suceder a Robert Kirkland Henry, un congresista republicano que murió pocas semanas después de ser elegido para un segundo mandato. Davis sirvió cinco mandatos en la Cámara de Representantes que representa el 2.º distrito congresional de Wisconsin, antes de decidir buscar un cargo más alto en 1956. En lugar de postularse para la reelección, lanzó un desafío primario infructuoso al senador titular Alexander Wiley, republicano por Wisconsin.
En 1957, Davis presionó sin éxito para convertirse en el candidato republicano en las elecciones especiales para reemplazar al difunto senador. Joseph McCarthy, republicano por Wisconsin. El asentimiento republicano fue al exgobernador Walter J. Kohler, Jr., quien perdió el escaño ante el demócrata William Proxmire . Posteriormente, Davis regresó a su práctica legal.
Ocho años después, en 1964, Davis hizo una exitosa oferta de regreso al ganar el 9.º distrito congresional de Wisconsin (creado por redistribución). Cumplió otros cuatro mandatos antes de perder en las primarias de 1974 ante un futuro senador estadounidense prometedor y conservador, Bob Kasten.
El servicio del Congreso de Davis estuvo marcado por un historial generalmente conservador que se volvió más moderado a principios de la década de 1970. Logró quizás su mayor marca como amigo cercano y socio de golf del entonces líder de la minoría de la Cámara de Representantes, Gerald Ford. Davis también fue el campocorto estrella de los "Washington Senators", un equipo de béisbol recreativo formado únicamente por congresistas. Hasta el día de hoy, Davis sigue siendo el único nativo del condado de Waukesha que ha ocupado un cargo en el Congreso.

## Últimos años
Después de su derrota en las primarias, Davis renunció el 31 de diciembre de 1974, solo unos días antes de que su mandato hubiera terminado. Se mudó definitivamente a Arlington, Virginia. Davis trabajó como consultor para Potter International, Inc. de 1975 a 1983. Falleció en Arlington el 21 de septiembre de 1988.
Parte del legado de Davis es la Fundación Benéfica Glenn R. Davis, una organización de becas financiada y administrada por su familia. La Fundación Benéfica Glenn Davis otorga un premio monetario a un estudiante que se gradúa en cada escuela secundaria del condado de Waukesha cada año. El premio se otorga a un estudiante que ha hecho algo para superar obstáculos sustanciales, lo que refleja el ascenso de Davis de una familia de agricultores de encurtidos a congresista estadounidense.
El hijo de Glenn Davis, J. Mac Davis, se desempeña como juez del Tribunal de Circuito de Wisconsin, en el condado de Waukesha, y anteriormente se desempeñó como senador del estado de Wisconsin.

## Otras lecturas
- Smith, Kevin B., "El hombre de hierro: la vida y la época del congresista Glenn R. Davis". Lanham, Md .; University Press of America y Glenn Davis Charitable Foundation, Ltd., 1994.